# Aérodrome de Dizangué
 (mars 2018).
Si vous disposez d'ouvrages ou d'articles de référence ou si vous connaissez des sites web de qualité traitant du thème abordé ici, merci de compléter l'article en donnant les références utiles à sa vérifiabilité et en les liant à la section « Notes et références ».
Pour les articles homonymes, voir Dizangué.
L'aérodrome de Dizangué est un aérodrome du Cameroun. Il est situé au milieu des plantations de Dizangué au sud ouest de la ville de Douala, dans la Région du Littoral.
C'est un aérodrome d'affaires qui désenclave les plantations de cette côte du Cameroun.

## Situation
| \| 100 km1:12 607 000 \| Garoua Maroua Ngaoundéré Yaoundé-Ville Yaoundé-Nsimalen Douala Bamenda Bafoussam Ngola Koutaba Kika Mvomeka'a |
| 100 km1:12 607 000 |

## Installations

### Piste(s)
L’aéroport est doté de :
- Une piste en latérite longue de 776 m et large de30 m orientée est ouest (09/27)
  - Aucun balisage diurne et nocturne,
  - Aucun indicateur de plan d’approche ni de PAPI pour chaque sens d’atterrissage
  - Aucun système d’atterrissage aux instruments (ILS/DME)

### Prestations
L’aéroport est non contrôlé.
S’y ajoutent :
- aucune aire de stationnement;
- aucune aérogare ;
- aucun hangars ;
- aucune station d’avitaillement en carburant (100LL et Jet A1) et en lubrifiant ;
- aucun restaurant

## Activités

### Loisirs et tourisme
- Aucun aéroclub